# 6112 Ludolfschultz
6112 Ludolfschultz è un asteroide della fascia principale. Scoperto nel 1981, presenta un'orbita caratterizzata da un semiasse maggiore pari a 3,1061248 UA e da un'eccentricità di 0,2593626, inclinata di 14,25025° rispetto all'eclittica.